# Sevilla (kommun)
Sevilla är en kommun i Colombia.   Den ligger i departementet Valle del Cauca, i den centrala delen av landet, 200 km väster om huvudstaden Bogotá. Antalet invånare är 47 872.